# USS Vella Gulf (CVE-111)
Pour les autres navires du même nom, voir USS Vella Gulf.
Le USS Vella Gulf (CVE-111) (ex-Totem Bay) était un porte-avions d'escorte de classe Commencement Bay de la marine américaine. Il a été déposé sous le nom de Totem Bay le 7 mars 1944 à Tacoma, (État de Washington) par les chantiers navals Todd-Pacific. Il a été rebaptisé Vella Gulf  en souvenir de la Bataille du golfe de Vella le 26 avril 1944 et lancé le 19 octobre 1944, parrainée par Mme Donald F. Smith. Le 9 avril 1945, il a été mis en service avec le capitaine Robert W. Morse aux commandes.

## Historique
Après avoir effectué ses essais en mer, il a quitté la côte ouest le 17 juin, à destination d'Hawaï pour arriver à Pearl Harbor en menant des opérations d'entraînement intensif.
Le Vella Gulf a quitté Pearl Harbor le 9 juillet pour se rendre à Guam. Puis il a navigué pour les Îles Mariannes pour mener des frappes aériennes contre Rota et l'Île Pagan lançant 24 sorties contre l'île de Pagan avec ses Vought F4U Corsair, son avion photographique F6F Hellcat et ses bombardiers nTBM Avenger. Trois jours plus tard, le porte-avions d'escorte a lancé 21 sorties contre Rota, avec une douzaine de Corsairs, huit Avengers et un Hellcat. De légers tirs anti-aériens de canons japonais ont parsemé le ciel mais n'ont pas réussi à atteindre les avions américains.
Le lendemain du raid sur Rota, il a fait route pour Saipan, puis est retourné au Apra Harbor à Guam, avant de se diriger vers Okinawa le 5 août. Il est arrivé à Buckner Bay (en) quatre jours plus tard. Sa seule nuit passée au mouillage y est mémorable puisque, dans la soirée, la nouvelle est arrivée que des négociations de reddition avec les Japonais étaient en cours et ont incité de nombreux navires et unités à terre à déclencher des pièces pyrotechniques.
Vella Gulf est revenu à Guam le 15 août à la capitulation du Japon. Il a participé aux premières opérations d'occupation des îles japonaises. Il a fourni de la nourriture et du carburant à d'autres unités de la flotte au large de la côte et, à la fin d'août, a alterné avec l'USS Gilbert Islands (CVE-107) pour fournir une couverture aérienne à un groupe de ravitaillement. Puis il a ensuite navigué pour la baie de Tokyo et y est arrivé le 10 septembre.

### Après-guerre
En partant des eaux japonaises le 21 septembre, Vella Gulf a embarqué 650 hommes à Okinawa pour le retour à la côte ouest des États-Unis. Après une brève escale à Pearl Harbor, il est arrivé à San Francisco le 14 octobre. Il a ensuite opéré dans la région de Puget Sound en tant que navire-école pour le personnel des transporteurs d'escorte jusqu'à la fin mars 1946, date à laquelle il a rejoint Tacoma, où il commença l'inactivation fin mars. Transféré à Seattle le 7 avril, le navire est mis hors service le 9 août 1946.
Placé en réserve à Tacoma, le navire y resta jusque dans les années 1960. Reclassé en tant que porte-hélicoptères (CVHE-111) le 12 juin 1955, le Vella Gulf est ensuite transféré au Military Sealift Command où il a de nouveau été reclassé  en T-AKV-11. Cependant, il n'a jamais repris le service actif. Rayé de la liste de la Marine le 1er juin 1960, il est réintégré le 1er novembre de la même année. Frappé pour la deuxième fois le 1er décembre 1970, l'ancien transporteur d'escorte a été vendu à l' American Ship Dismantlers, Inc., de Portland en Oregon, le 22 octobre 1971 et mis au rebut.